# Fort Atkinson (Iowa)
Fort Atkinson es una ciudad ubicada en el condado de Winneshiek, Iowa, Estados Unidos. Según el censo de 2020, tiene una población de 312 habitantes.

## Geografía
La localidad está ubicada en las coordenadas 43°8′39″N 91°56′4″O / 43.14417, -91.93444 (43.144264, -91.93449). Según la Oficina del Censo de los Estados Unidos, Fort Atkinson tiene una superficie total de 0.82 km², correspondientes en su totalidad a tierra firme.

## Demografía
Según el censo de 2020, hay 312 personas residiendo en Fort Atkinson. La densidad de población es de 380.49 hab./km². El 96.47% son blancos, el 0.64% son de otras razas y el 2.89% son de dos o más razas. Del total de la población, el 2.56% son hispanos o latinos de cualquier raza.